# Hillar Zahkna
Hillar Zahkna (* 1. Februar 1968 in Vastseliina) ist ein ehemaliger estnischer Biathlet. Er nahm an mehreren Biathlon-Weltmeisterschaften und Olympischen Winterspielen teil. Zahkna war bis 2023 Generalsekretär des estnischen Biathlonverbandes und ist Organisationschef für die Wettkämpfe in Otepää, darunter die Weltmeisterschaften 2027.
Hillar Zahkna vom Sportverein Dünamo Tallinn hatte seine erfolgreichste Zeit in der ersten Hälfte der 1990er Jahre. Er wurde bei den Olympischen Spielen 1992 von Albertville in Les Saisies 27. des Sprintrennens und 34. im Einzel. Bei den Biathlon-Weltmeisterschaften 1992 in Nowosibirsk, wo die nicht-olympischen Mannschaftswettkämpfe ausgetragen wurden, erreichte Zahkna mit Aivo Udras, Urmas Kaldvee und Kalju Ojaste seinen größten Erfolg und gewann hinter den Teams aus der GUS und Norwegen die Bronzemedaille. Bei den Biathlon-Weltmeisterschaften 1993 in Borowez erreichte der Este mit der Staffel Rang sieben. 1994 startete Zahkna bei seinen zweiten Olympischen Spielen und wurde in Lillehammer 39. im Sprint und Elfter mit der Staffel. Nach seiner aktiven Karriere wurde er Trainer und trainierte von 2001 bis 2010 die estnische Nationalmannschaft der Frauen. Seit 2010 ist er Vorstandsmitglied des estnischen Biathlonverbandes. 
Sein Sohn Rene Zahkna ist auch Biathlet.

## Biathlon-Weltcup-Platzierungen
| Platzierung | Einzel | Sprint | Verfolgung | Massenstart | Team | Staffel | Gesamt |
| ----------- | ------ | ------ | ---------- | ----------- | ---- | ------- | ------ |
| 1. Platz    |        |        |            |             |      |         |        |
| 2. Platz    |        |        |            |             |      |         |        |
| 3. Platz    |        |        |            |             | 1    |         | 1      |
| Top 10      |        |        |            |             | 1    | 1       | 2      |
| Punkteränge |        |        |            |             | 1    | 2       | 3      |
| Starts      | 5      | 7      |            |             | 1    | 2       | 15     |

(Daten nicht komplett)